# Egady

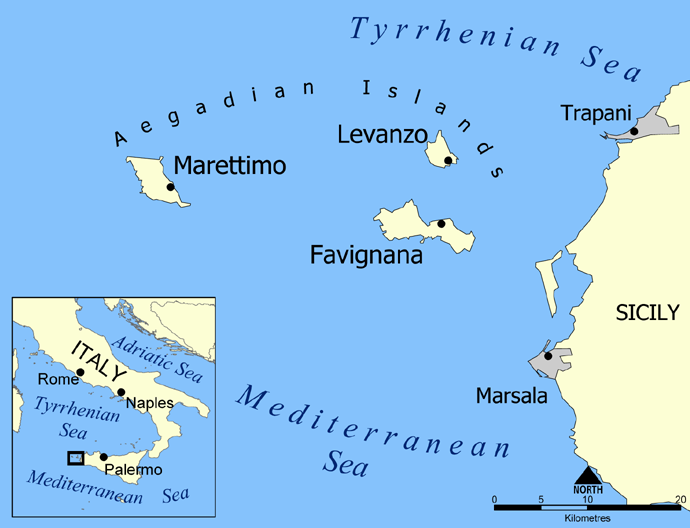
Archipelag Egady

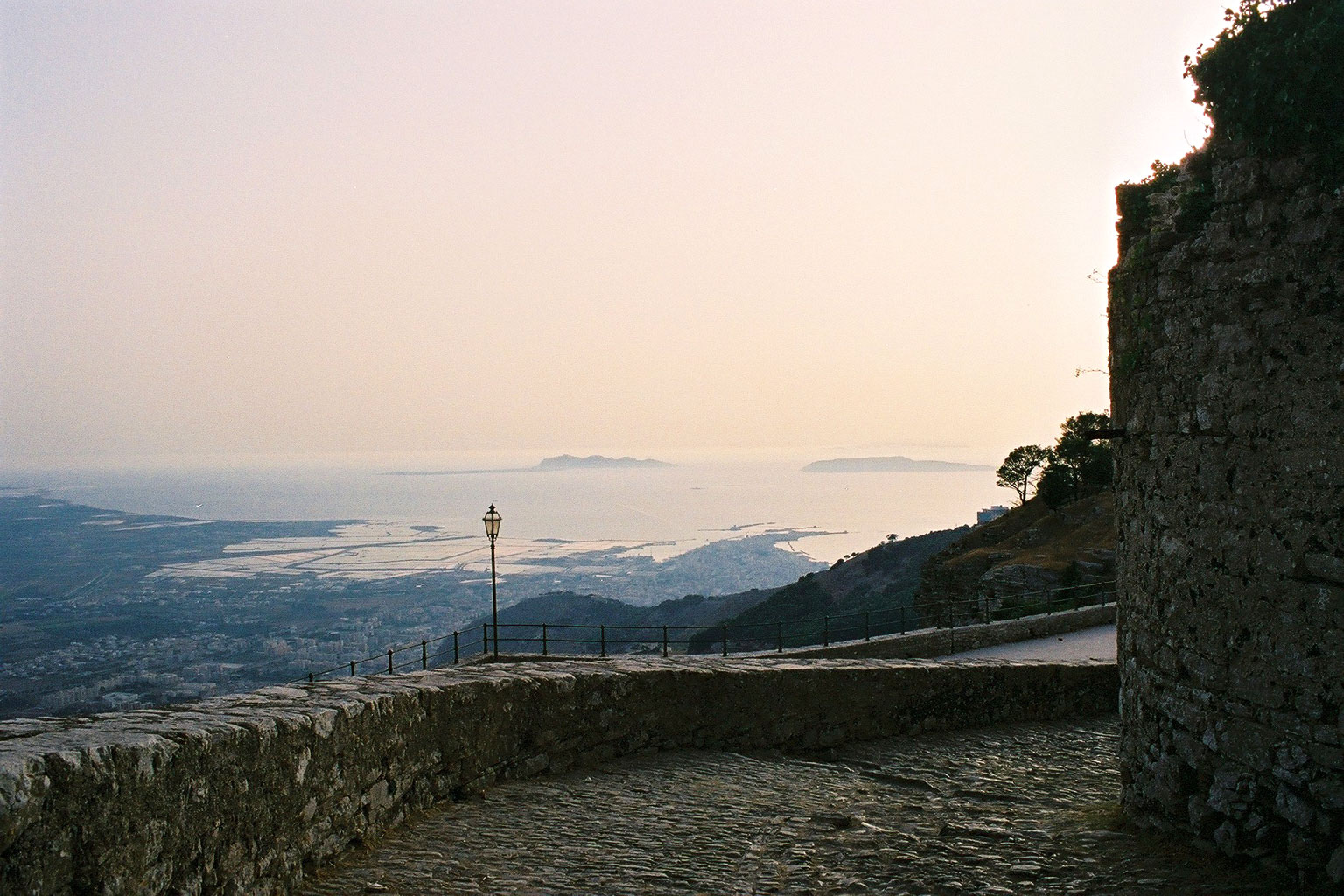
Widok na wyspy Favignana i Marettimo z miasta Erice na Sycylii

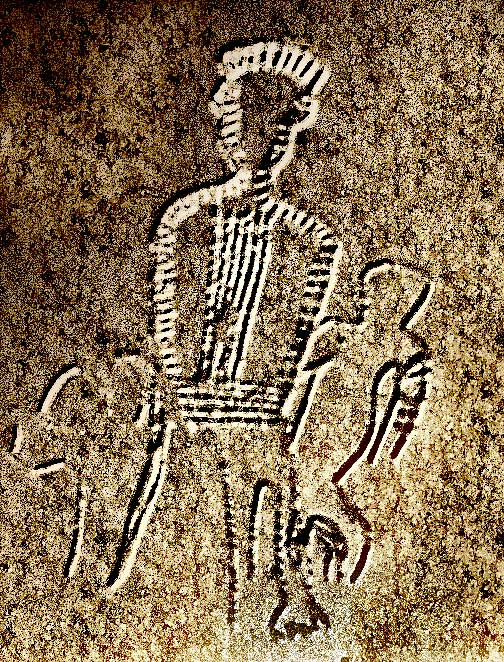
Rysunek naskalny, Grotta del Genovese, Levanzo

Egady (wł. Isole Egadi, łac. Aegates Insulae) – grupa wysp na Morzu Śródziemnym, położona na zachód od północno-zachodniego wybrzeża Sycylii, w południowych Włoszech w prowincji Trapani.

## Geografia

### Położenie i powierzchnia
Egady (o powierzchni 39 km² ) leżą na Morzu Śródziemnym, na zachód od Sycylii . Główne wyspy archipelagu to : 
- Favignana (o powierzchni 19,8 km²)
- Marettimo (12,3 km²)
- Levanzo (5,6 km²)

### Podział administracyjny
Egady leżą na południu Włoch i wraz z Sycylią, Wyspami Liparyjskimi, Wyspami Pelagijskimi i Pantellerią tworzą specjalny region autonomiczny ze stolicą w Palermo . Egady tworzą gminę Favignana w prowincji Trapani . Gmina Favignana liczy 4303 mieszkańców (stan na 1 stycznia 2021).

### Budowa geologiczna i rzeźba terenu
Archipelag zbudowany jest z tufu wapiennego i skał wapiennych . Wyspy są górzyste z najwyższym szczytem Monte Falcone (686 m n.p.m.) na wyspie Marettimo i Pizzo della Campagna (302 m n.p.m.) na Favignanie . Na wyspach rozwinęły się zjawiska krasowe . 

### Klimat
Na wyspach występuje mało opadów – do 500 mm rocznie . Dominują tu wiatry południowe, a przy południowo-zachodnim wybrzeżu Marettimo często występują sztormy . 

### Gospodarka
Głównym zatrudnieniem mieszkańców wysp jest rybołówstwo, przede wszystkim połów tuńczyków, oraz obsługa ruchu turystycznego .

## Historia
Wyspy są zasiedlone prawdopodobnie od paleolitu, o czym świadczą malowidła naskalne m.in. z jaskini Grotta del Genovese na wyspie Levanzo . 
Wyspy znane są z bitwy morskiej w 241 p.n.e., w której flota kartagińska została pokonana przez Rzymian, co zakończyło I wojnę punicką . 
Od połowy XVI wieku Egady należały do rodziny Pallavicini-Rusconi z Genui, od 1874 roku do rodziny Florio z Palermo a następnie do Parodich z Genui .